# Румунска комунистичка партија
Румунска комунистичка партија (РКП; рум. Partidul Comunist Român, PCR) је била марксистичко-лењинистичка партија, која је била на власти у Румунији од 1948. до 1989. године.
Основана је 1921. године, под именом Социјалистичко-комунистичка партија, да би убрзо променила име у Комунистичка партија Румуније. Године 1948, након уједињења са већим делом Румунске социјалдемократске партије, променила је име у Румунска радничка партија. Године 1965, добила је име које је носила све до свог укидања 1989. године.

## Историјат

### Оснивање и прве године деловања
Партија је основана 1921. године, када је бољшевичка фракција преузела контролу над Социјалистичком партијом Румуније. Партија је преименована у Социјалистичко-комунистичку партију, али је убрзо променила име у Комунистичка партија Румуније. Утицај комуниста у Румунији није био велик, јер је била претежно пољопривредна земља. Чланови КПР су и били против Велике Румуније, јер су сматрали да је народима Трансилваније, Добруџе, Бесарабије и Буковине било ускраћено право на самоопредељење. Године 1924, Коминтерна је преко румунских комуниста извршила тзв. Татарбунарски устанак у јужној Бесарабији, како би формирала молдавску државу на румунској територији. У исто време је у склопу Украјинске ССР била формирана Молдавска АССР.
Вођство партије у међуратном раздобљу било је углавном састављено од мањинских народа унутар Румуније, што је такође био један од разлога зашто КП Румуније није имала већег утицаја у земљи. Дискриминација на етничкој бази од стране већинског народа била је разлог зашто су многи Јевреји, Мађари и Бугари постајали чланови партије.

### Деловање у међуратном раздобљу
Убрзо након оснивања партије, њено руководство је било осумњичено да је учествовало у бомбашком нападу Макса Голдштајна на Парламент у Букурешту. Свим значајнијим руководиоцима партије било је суђено, а неке од њих полиција је убила у затвору у наводном покушају бега. Румунске власти сматрале су да је овим суђењима „комунизам у Румунији завршио“, па је краљ Фердинанд дао амнестију преосталим робијашима-члановима партије. У то је време КП Румуније била привремено одсечена од Коминтерне. Године 1924, партија је законски забрањена, па су њени чланови наставили илегално деловање.
До 1931. године, у руководству партије превладали су припадници тзв. „московског крила“, односно они који су били одани Совјетском Савезу. Већи надзор Коминтерне над партијом оснажио је кадрове и поспешио илегално деловање партије. Тако су њени чланови за време Велике економске кризе организовали неколико успешних штрајкова.
У духу Стаљинове промоције политике Народног фронта од 1934, КП Румуније је између 1934. и 1943. године формирала савезе са Фронтом орача, Мађарским народним савезом, Социјалистичком сељачком партијом и осталима.
Након избора у Румунији 1937, утицај партије наставио је да слаби, поготово након суђења Ани Паукер и осталим истакнутијим комунистима у Крајови 1936. године.

### Други светски рат
Године 1940, Румунија је била принуђена да преда Бесарабију и северну Буковину Совјетском Савезу, а јужну Добруџу Бугарској. КП Румуније поздравила је овај потез, који је био у складу са њеним програмом. Брзо после тога, на власт у Румунији дошао је генерал Јон Антонеску. Румунија се 1941. придружила силама Осовине у нападу на Совјетски Савез. Комунисти су преговарали са разним партијама са жељом да формирају опозицију наспрам Антонескуа. Неки комунисти су покушали да организују антифашистичке јединице, али су убрзо били ухапшени и смакнути.
Јуна 1943, док су силе Осовине губиле на Источном фронту, КП Румуније укључила се у преговоре са неким партијама да оснују тзв. Национални демократски блок, како би осигурали да се Румунија пребаци на страну Савезника. Преговори у то време нису дали неке посебне резултате.
Почетком 1944, Црвена армија прешла је реку Прут, након чега је КП Румуније успела у формирању Националног демократског блока. Дана 23. августа 1944, краљ Михај, одређен број официра и наоружани цивили предвођени комунистима ухапсили су Јона Антонескуа и преузели ко нтролу над владом. Краљ је после тога вратио на снагу устав из 1923. године и наредио румунским трупама да прекину борбу против Црвене армије. Војници Црвене армије ушли су у Букурешт 31. августа, након чега су имали главну улогу у доласку КП Румуније на власт.

### Период 1945—1948.
Комунистичка партија Румуније покренула је кампању примања нових чланова и тиме успела попунити своје редове етничким Румунима, којих је мањкало пре рата. До 1947. године, партија је имала око 710.000 чланова. Дана 8. октобра 1944, КП Румуније распустила је Национални демократски блок. После тога су комунисти, социјалдемократи, Фронт орача, Социјалистичка сељачка партија, Мађарски народни савез, Савез родољуба и остали формирали Национални демократски фронт. Комунисти су ускоро подстакли нереде против влада краљевих кандидата Санатескуа и Радескуа. Краљ Михај је под притиском Совјета за новог председника владе поставио прокомунистички оријентисаног Петру Гроза.
Дана 6. марта 1945, Гроза је постао нови премијер и поставио комунисте на кључне позиције у влади. У то време су оснивана и заједничка совјетско-румунска економска удружења, СовРоми, помоћу којих је трговина поступно усмеравана према Совјетском Савезу.
КП Румуније и њени савезници су победили на изборима 19. новембра 1945. године. Наредних месеци, комунисти су на све начине сузбијали утицај Националне сељачке партије, главног супарника у борби за превласт у земљи.
Дана 30. децембра 1947. године, краљ Михај је био принуђен на абдикацију, након чега је проглашена Народна Република Румунија.

### Румунска радничка партија (1948—1965)
Фебруара 1948. године, већина чланова Румунске социјалдемократске партије придружила се Комунистичкој партији Румуније, након чега је партија променила име у Румунска радничка партија (рум. Partidul Muncitoresc Român). Партија је од тада била строго базирана на принципу демократског централизма.
Након победе на изборима 1948. године, партија је забранила деловање свих осталих странака, док су се Фронт орача и Мађарски народни савез сами распустили 1953. године.
До 1945. године, унутар КПР постојале су две фракције. Прва и старија било је „московско крило“ или „затвореници“, предвођени Георгијуом-Дежом и новонастала, слабија „секретаријатско крило“, предвођено Лукрецијуом Петрескануом. До 1952, Деж је победио у сукобу са Аном Паукер. У овом периоду, из партије су избачени или осуђени и остали Дежови ривали, који су најчешће били оптужени да су „титоисти“ или „десни ревизионисти“. У то време, из партије је избачено између 300.000 и 465.000 чланова, од укупно њих милион. Крајем четрдесетих и почетком педесетих година 20. века, румунски комунисти су у складу с Информбироом службено осуђивали независну политику Јосипа Броза Тита наспрам Совјетског Савеза.
Реформизам и дестаљинизација које је покренуо Никита Хрушчов, потакли су Дежа да води незавинсију политику у земљи, иако је Румунија и даље биле део Источног блока. Деж је процес дестаљинизације искористио како би представио већ побеђене Ану Паукер, Василеа Луку и остале као стаљинисте. Након чистке, Деж је дао нове функције члановима партије за које је веровао да ће му бити оданији. Међу њима је био и његов наследник на месту секретара партије, Николаје Чаушеску. Деж је у наредним годинама увео Румунију у чланство Варшавског пакта и подржао совјетску интервенцију у Мађарској 1956. године. Исте године, румунско руководство започело је политику помирења са Титовом Југославијом, што је наредних година резултирало значајном економском сарадњом. Године 1957, Деж је убедио Совјете да повуку преостале трупе Совјетске армије из Румуније.
Након кинеско-совјетског раскола, крајем педесетих година 20. века, као и албанско-совјетског раскола 1961. године, Деж је подржао Хрушчова, али је задржао добре односе са Кином и Албанијом. До 1964, руководство партије осигурало је да се преостали КГБ-ови саветници повуку из румунске тајне службе Секуритатее. Румунија је постала прва земља у Источном блоку којој је то успело.

### Румунска комунистичка партија (1965—1989)
Георге Георгију-Деж умро је у марту 1965. године, а наследило га је колективно руководство на челу с Николајеом Чаушескуом. Чаушеску је временом уклонио све ривале и до 1969. успоставио је контролу над целим Централним комитетом. Убрзо је потакао оснивање Комисије која је имала задатак разоткрити Дежов стаљинизам. Ово је резултовало рехабилитацијом већег броја страдалих румунских комуниста. Исте, 1965. године, Чаушеску је Румунију прогласио Социјалистичком републиком и променио име партије у Румунска комунистичка партија. Проводио је интензивну десовјетизацију румунског друштва како би на тај начин истакао суверенитет и самоодређење румунског народа. Између 1965. и 1975. године, дошло је  до значајног пораста животног стандарда у Румунији.
Августа 1968. године, Чаушеску је осудио интервенцију Варшавског пакта у Чехословачкој, након чега је порасла његова популарност међу народом. Значајни су били и Чаушескуови сусрети са француским председником Шарлом де Голом 1968. и америчким председницима Ричардом Никсоном и Џералдом Фордом 1969. и 1975. године. Између 1965. и 1975, број чланова РКП порастао је са 1,4 на 2,6 милиона.
Раст животног стандарда потресле су нафтна криза 1973. и енергетска криза 1979. године. Упркос томе што је био један од потписника Хелсиншког споразума 1975, Чаушеску је наставио политичку репресију над неистомишљеницима, започету 1971. године. До 1983, број чланова РКП био је 3,3 милиона, а 1989. године око 3,8 милиона. Године 1984, 90% чланова партије били су етнички Румуни, а 7% Мађари.
Фебруара 1987. године, протести студената и радника у Јашију обележили су низ штрајкова и побуна који ће завршити Румунском револуцијом у децембру 1989. године. Почетак револуције био је обележен масовним демонстрацијама у Темишвару 16. децембра. Један од повода било је хапшење мађарског реформаторског свештеника Ласла Токеша. Николаје Чаушеску се вратио из посете Ирану и 20. децембра у Букурешту одржао говор пред масом, која је почела да се буни. Чаушеску је поновно одржао говор 22. децембра, али су тада демонстранти пробили барикаде. Брачни пар Чаушеску је хеликоптером напустио Букурешт, али су убрзо били заробљени у Трговишту и пред импровизованим судом осуђени на смрт стрељањем 25. децембра. Румунска комунистичка партија је након тога распуштена. Након распуштања РКП и до одржавања вишестраначких избора, власт над Румунијом држао је Фронт народног спаса. После тога, на румунској политичкој сцени није се појавила ниједна странка која би се прогласила наследницом РКП.

## Партијски конгреси
| конгрес            | датум одржавања | место одржавања |
| ------------------ | --------------- | --------------- |
| Први конгрес       | мај 1921.       | Букурешт        |
| Други конгрес      | октобар 1922.   | Плоешти         |
| Трећи конгрес      | август 1924.    | Беч             |
| Четврти конгрес    | јул 1928.       | Харков          |
| Пети конгрес       | децембар 1931.  | Гориково        |
| Шести конгрес      | фебруар 1948.   | Букурешт        |
| Седми конгрес      | децембар 1955.  | Букурешт        |
| Осми конгрес       | јун 1960        | Букурешт        |
| Девети конгрес     | јул 1965.       | Букурешт        |
| Десети конгрес     | август 1969.    | Букурешт        |
| Једанаести конгрес | новембар 1974.  | Букурешт        |
| Дванаести конгрес  | новембар 1979.  | Букурешт        |
| Тринаести конгрес  | новембар 1984.  | Букурешт        |
| Четрнаести конгрес | новембар 1989.  | Букурешт        |

## Лидери партије
- Георге Кристеску (1921—1924)
- Елек Кеблеш (1924—1927)
- Виталиј Холостенко (1927—1931)
- Александер Стефански (1931—1936)
- Борис Штефанов (1936—1940)
- Штефан Фориш (1940—1944)
- Георге Георгију-Деж (1944—1954)
- Георге Апостол (1954—1955)
- Георге Георгију-Деж (1955—1965)
- Николаје Чаушеску (1965—1989)